# Canadian Open 1995
Die Canada Open 1995 im Badminton fand vom 15. bis zum 20. August 1995 in Richmond, British Columbia, statt. Das Preisgeld betrug 35.000 Dollar. Damit wurde das Turnier als 2-Sterne-Turnier in der Grand-Prix-Wertung eingestuft.

## Sieger und Platzierte
| Disziplin    | Gold                       | Silber                       | Bronze                        |
| ------------ | -------------------------- | ---------------------------- | ----------------------------- |
| Herreneinzel | Lee Kwang-jin              | Ahn Jae-chang                | Kim Hak-kyun                  |
| Herreneinzel | Lee Kwang-jin              | Ahn Jae-chang                | Jeroen van Dijk               |
| Dameneinzel  | Bang Soo-hyun              | Ra Kyung-min                 | Kim Ji-hyun                   |
| Dameneinzel  | Bang Soo-hyun              | Ra Kyung-min                 | Yoshiko Ohta                  |
| Herrendoppel | Ha Tae-kwon Kang Kyung-jin | Kim Dong-moon Yoo Yong-sung  | Anil Kaul Iain Sydie          |
| Herrendoppel | Ha Tae-kwon Kang Kyung-jin | Kim Dong-moon Yoo Yong-sung  | Takaaki Hayashi Norio Imai    |
| Damendoppel  | Gil Young-ah Jang Hye-ock  | Qin Yiyuan Tang Hetian       | Kim Mee-hyang Kim Shin-young  |
| Damendoppel  | Gil Young-ah Jang Hye-ock  | Qin Yiyuan Tang Hetian       | Tomomi Matsuo Masako Sakamoto |
| Mixed        | Gil Young-ah Kim Dong-moon | Kang Kyung-jin Kim Mee-hyang | Liu Jianjun Sun Man           |
| Mixed        | Gil Young-ah Kim Dong-moon | Kang Kyung-jin Kim Mee-hyang | Ha Tae-kwon Kim Shin-young    |

## Finalergebnisse
| Disziplin    | Sieger                     | Finalist                     | Ergebnis         |
| ------------ | -------------------------- | ---------------------------- | ---------------- |
| Herreneinzel | Lee Kwang-jin              | Ahn Jae-chang                | 11-15 15-13 15-8 |
| Dameneinzel  | Bang Soo-hyun              | Ra Kyung-min                 | 11-0 11-7        |
| Herrendoppel | Ha Tae-kwon Kang Kyung-jin | Kim Dong-moon Yoo Yong-sung  | 12-15 15-6 15-8  |
| Damendoppel  | Gil Young-ah Jang Hye-ock  | Qin Yiyuan Tang Yongshu      | 15-10 15-4       |
| Mixed        | Kim Dong-moon Gil Young-ah | Kang Kyung-jin Kim Mee-hyang | 15-7 15-8        |